# Xujiahu
Xujiahu (kinesiska: 许家湖镇, 许家湖) är en köping i Kina. Den ligger i provinsen Shandong, i den östra delen av landet, omkring 180 kilometer sydost om provinshuvudstaden Jinan. Antalet invånare är 79977. Befolkningen består av 39 929 kvinnor och 40 048 män. Barn under 15 år utgör 16,0 %, vuxna 15-64 år 73 %, och äldre över 65 år 10,0 %.
Genomsnittlig årsnederbörd är 962 millimeter. Den regnigaste månaden är juli, med i genomsnitt 322 mm nederbörd, och den torraste är januari, med 6 mm nederbörd.